# Ayizo Gbe jezik
Ayizo Gbe jezik (ISO 639-3: ayb), jedan od šest jezika podskupine aja, šire skupine gbe, kojim govori 227 000 ljudi (2006) u beninskim provincijama Mono i Atlantique.
Govori se nekoliko dijalekata, viz.: kadagbe (kada-gbe), ayizo-seto, ayizo-tori i ayizo-kobe. Srodan je jeziku fon [fon]. Pismo: latinica.

## Vanjske poveznice
- Ethnologue (14th)
- Ethnologue (15th)